# Jayme Richardson
Jayme Richardson (née Paris) (nascida em 27 de abril de 1989) é uma ciclista paralímpica australiana, natural da Nova Gales do Sul.
Conquistou duas medalhas de bronze nos Jogos Paralímpicos — Pequim 2008 e Londres 2012 — dois ouros no mundial em estrada de 2014 e um ouro no mundial em pista do mesmo ano.